# مردم لبنان در سوریه
مردم لبنان در سوریه افرادی از لبنان یا تبار لبنانی هستند که در کشور سوریه زندگی می‌کنند. بسیاری از افراد برجسته در سوریه تبار لبنان دارند.

## پیش زمینه
در تاریخ ۱ سپتامبر سال ۱۹۲۰، فرانسه منطقه جبل متصرفیة را از لبنان جدا کرد و آن را به سوریه داد. تعریف دقیق جمعیت لبنانی‌ها در سوریه بسیار دشوار است. از نظر پیامدهای اجتماعی، تقسیم سرزمین شام معضلات بسیاری را برای ساکنان آن به وجود آورد. به عنوان مثال، تا سال ۱۹۵۰، بسیاری از لبنانی‌ها که قبل از ۱۹۲۰ به دنیا آمدند، خود را سوری می‌شمردند. به همین دلیل برای خیلی‌ها سؤال بود چرا یک لبنانی مسیحی به نام فارس الخوزی باید نخست‌وزیر دهه ۴۰ سوریه باشد. اکثر لبنانی‌های که به اساس این قانون به سرزمینشان به سوریه محلق شده بود خود را سوری می‌دانستند و در کسوت آموزگار سوری، بازرگان و تاجر و غیر در کشور زندگی می‌کردند؛ و خطوط مرزی را ساختگی می‌دانستند، بخصوص کسانی که در طرفین مرز بستگانی داشتند. چرا که براساس این مرزها قبیله‌ها و خانواده به شکل غیر واقعی تقسیم شده بودند و گروهی از آنها در طرفین مرز قرار گرفتند در حالی که همه به یک عشیره یا خانواده یا قبیله تعلق داشتند. علاوه براین چندین شهر و روستا شیعه نشین با جمعیتی در حدود ۱۵۰۰۰ نفر در مرز سوریه زندگی می‌کنند که به شکل دقیق مرز تفکیک دو کشور در مورد آنها مشخص نشده‌است. اکثر آنها خود را شهروند لبنان می‌دانند ولی بسیار دیگر یا دو تابعیتی اند یا خود را شهروند سوریه می‌دانند.

## وابستگی‌های مذهبی
مردم لبنان سوریه عمدتاً شیعه دوازده مسلمان و مسیحی لبنانی (ارتدکس یونانی، ملکی، مارونی، پروتستان) هستند و تعدادی هم سنی هستند.
به‌طور خاص، بیشتر مردم لبنان در داخل خاک سوریه متعلق به شیعه دوازده امامی اند، مارونیت یا مسیحیت ارتدکس یونان هستند.
لبنانی‌های شیعه در سوریه، حدود ۷۵۰۰۰۰ یا ۳٪ از جمعیت سوریه را تشکیل می‌دهد. عمده شیعیان دوازده امامی در دمشق در نزدیکی اماکن زیارتی شیعیان به خصوص نزدیک جامع اموی و حرم رقیه و حرم زینب کبری زندگی می‌کنند. از مکان‌های مهم دیگر قبرستان باب‌الصغر است. شیعه دوازده امامی در سوریه ارتباط نزدیکی با شیعیان لبنان دارند. شیعه دوازده امامی همچنین در روستاهای استان ادلب، حمص و حلب زندگی می‌کنند. به‌طور کلی، شیعیان لبنان در مناطق مرزی بین لبنان و سوریه و در شهرهای حمص و هرمل تجمع بیشتری دارند.
در نتیجه جنگ داخلی سوریه ، بسیاری بسیاری از سوری‌های لبنانی‌تبار، خصوصاً آنها که تابعیت هر دو کشور را داشتند به لبنان بازگشتند. عمده این افراد مربوط به روستاهای شیعه نشین داخل سوریه اند که تابعیت لبنانی نیز دارند و اصطلاحاً از آنان به عنوان «روستاهای لبنانی» یاد می‌شود. همچنین، شیعیان لبنانی از منطقه جنوب دمشق و اطراف حرم زینب کبری دفاع می‌کنند..

## افراد قابل توجه
- فارس الخوری - دولتمرد سوریه متولد لبنانی
- کولت خوری - رمان‌نویس و شاعر